# Explosión combinatoria
En matemáticas, una explosión combinatoria consiste en el crecimiento muy rápido de la complejidad de un problema debido a cómo se ve afectado por las condiciones iniciales, restricciones y límites del propio problema. La explosión combinatoria se utiliza a veces para justificar la intrazabilidad de ciertos problemas. Hay muchos ejemplos de tales problemas, que incluyen ciertas funciones, el análisis de algunos rompecabezas y juegos y algunos ejemplos patológicos que pueden ser modelizados, como la Función de Ackermann.

## Ejemplos

### Cuadrados latinos
Un cuadrado latino de orden n es una matriz n × n cuyos elementos pertenecen a un conjunto de n elementos con la propiedad que cada elemento del conjunto aparece sólo una vez en cada fila y cada columna de la propia matriz. El siguiente es un ejemplo de cuadrado latino de orden tres:
| 1 | 2 | 3 |
| 2 | 3 | 1 |
| 3 | 1 | 2 |
Otro ejemplo muy común de cuadrado latino sería un puzle sudoku completo. Un cuadrado latino es un objeto combinatorio (como opuesto a un objeto algebraico) donde lo único que importa es la disposición de sus elementos y no lo que sus elementos, en esencia, son. El número de cuadrados latinos es una función de su orden, independientemente del conjunto del que se obtienen sus elementos. La sucesión A002860 del índice OEIS es un ejemplo de explosión combinatoria, en relación con los cuadrados latinos. Viene ilustrado por la siguiente tabla:
| n  | El número de cuadrados latinos de orden n                       |
| -- | --------------------------------------------------------------- |
| 1  | 1                                                               |
| 2  | 2                                                               |
| 3  | 12                                                              |
| 4  | 576                                                             |
| 5  | 161,280                                                         |
| 6  | 812,851,200                                                     |
| 7  | 61,479,419,904,000                                              |
| 8  | 108,776,032,459,082,956,800                                     |
| 9  | 5,524,751,496,156,892,842,531,225,600                           |
| 10 | 9,982,437,658,213,039,871,725,064,756,920,320,000               |
| 11 | 776,966,836,171,770,144,107,444,346,734,230,682,311,065,600,000 |

### Sudoku
También ocurren explosiones combinatorias en algunos puzles dispuestos en forma matricial, como los sudokus. Un sudoku es un tipo  de cuadrado latino con la propiedad adicional que cada elemento ocurre también sólo una vez en subsecciones de medida √n×√n (llamadas cajas). La explosión combinatoria aparece a medida que aumenta n, creando límites prácticos a las propiedades de los sudokus que se pueden construir, analizar y solucionar, como se muestra en la siguiente tabla:
| n | El número de sudokus de orden n (cajas de tamaño √n×√n) | El número de cuadrados latinos de ordenar n(para comparación) |
| --- | ------------------------------------------------------- | ------------------------------------------------------------- |
| 1 | 1                                                       | 1                                                             |
| 4 | 288                                                     | 576                                                           |
| 9 | 6,670,903,752,021,072,936,960                           | 5,524,751,496,156,892,842,531,225,600                         |
| 16 | 7098596000000000000♠5.96×1098 (estimado)                | —                                                             |
| 25 | 9000000000000000000♠4.36×10308 (estimado)               | —                                                             |
| (n = 9 es el generalmente jugó 9×9 Sudoku. El rompecabezas no incluye verjas donde √n es irracional.) |                                                         |                                                               |

### Juegos
Un ejemplo en un juego donde la complejidad combinatoria conduce a un límite para su solución es el  es en solucionar ajedrez (un juego con 64 plazas y 32 piezas). Ajedrecístico no es un juego solucionado. En 2005 todos finales de juego ajedrecísticos con seis piezas o menos estuvo solucionado, mostrando el resultado de cada posición si jugó perfectamente. Tome diez más años para completar el tablebase con uno más el trebejo añadió, por ello completando un 7-pieza tablebase. Añadiendo un más pieza a un final ajedrecístico (así haciendo un 8-pieza tablebase) está considerado intratable debido al añadido combinatorial complejidad.

### Informática
La explosión combinatoria puede ocurrir en entornos informáticos de una forma análoga a los espacios multi-dimensionales y de comunicaciones.
Sea un sistema simple con una única variable booleana llamada A. El sistema tiene dos posibles estados, A = verdadero o A = falso. Al añadir una nueva variable booleana B se dará al sistema cuatro posibles estados: A = verdadero y B = verdadero, A = verdadero y B = falso, A = falso y B = verdadero y A = falso y B = falso. Un sistema con n variables booleanas tiene 2n posibles estados, mientras que un sistema de n variables, cada una de las cuales con Z valores permitidos (no sólo dos 2, verdadero o falso, de las booleanas), tendrá Zn estados posibles.
Los estados posibles pueden verse como los nodos de un árbol de altura n, donde cada nodo tiene Z nodos-hijos. Este rápido incremento de los nodos puede ser útil en áreas como la búsqueda, ya que muchos resultados son accesibles sin necesidad de descender muy lejos. También puede ser un obstáculo cuando se manipulan tales estructuras.
Una jerarquía de clases en un lenguaje orientado a objetos puede verse como un árbol con diferentes tipos de objetos heredados de sus padres. Si hay diferentes clases que necesitan ser combinadas, tales como en una comparación (como A < B), entonces el número de posibles combinaciones que podría ocurrir explota. Si cada tipo de comparación necesita ser programada, entonces pronto llega a ser intratable para, incluso, pequeñas cantidades de clases. Las herencias múltiples puden resolver esto permitiendo a las subclases tener múltiples padres, y así, unas pocas clases-padre se pueden consideradas en lugar de cada hijo, sin disrupción en cualquier jerarquía existente.
Como ejemplo valga una taxonomía donde diferentes verduras reciben la herencia de sus ancestros. Si se intenta comparar el sabor de cada verdura con los otros, pronto llegará a ser intratable porque la jerarquía sólo contiene información sobre la genética y no hace mención al sabor. No obstante, en lugar de tener que escribir comparaciones tipo zanahoria/zanahoria, zanahoria/patata, patata/col, col/col, todas ellas pueden tener herencias múltiples de una clase independiente de sabor, mientras mantienen a su actual ancestro basado en la jerarquía. Entonces todos los de arriba pueden implementarse con una única comparación sabor/sabor.